# Mellersta arméfördelningen
Mellersta arméfördelningen (14. förd) var en arméfördelning inom svenska armén som verkade i olika former åren 1941–1997. Förbandsledningen var förlagd i Linköpings garnison i Linköping.

## Historik
Mellersta arméfördelningen bildades den 1 augusti 1941 som XIV. fördelningen, en fördubblingsfördelning till IV. fördelningen. Arméfördelningen var direkt underställd militärbefälhavaren för IV. militärområdet, medan Svea livgarde ansvarade för uppsättandet och mobilisering av arméfördelningsstaben. År 1966 överfördes mobiliseringsansvaret för arméfördelningen till Livgrenadjärregementet i Linköping. Den 1 oktober 1966 kom beteckningen att ändrades från att anges i romerska siffror till arabiska siffror, det vill säga fördelningen kom att benämnas som 4. fördelningen. Den 1 juli 1984 överfördes mobiliseringsansvaret för arméfördelning till Södermanlands regemente (P 10/Fo 43) i Strängnäs.
Den 1 juli 1991 sammanslogs Bergslagens militärområde och Östra militärområdet och bildade Mellersta militärområdet. Arméfördelningen kom därmed tillsammans med Östra arméfördelningen att underställs militärbefälhavaren för Mellersta militärområdet. Inför denna omorganisation kom fördelningen att grupperas till Linköpings garnison.
Genom försvarsbeslutet 1992 beslutade riksdagen att försvarets krigsorganisationen skulle spegla fredsorganisationen. Därmed kom arméfördelningsstaben från den 1 juli 1994 tillsammans med Östra arméfördelningen att organiseras som kaderorganiserade krigsförband inom Mellersta militärområdet.
Inför försvarsbeslutet 1996 föreslog regeringen för riksdagen att krigsorganisationen skulle reduceras. Där bland annat de tre militärområdena skulle omfattas av varsin fördelningsstab. Av de sex fördelningsstaberna skulle tre fördelningsstaber med fördelningsförband samt 13 armébrigader bibehållas. Inom Mellersta militärområdet föreslog regeringen att Mellersta arméfördelningen skulle upplösas och avvecklas. Den 13 december 1996 antog riksdagen regeringens proposition, vilket medförde att Mellersta arméfördelningen upplöstes och avvecklades den 31 december 1997.

## Verksamhet
Mellersta arméfördelningen främsta uppgift var att utveckla, leda och samordna markstridskrafter för försvar inom Mellersta militärområdet. Arméfördelningschefen lede den taktiska verksamheten och var direkt underställd militärbefälhavaren. Efter att Mellersta arméfördelning upplöstes och utgick ur krigsorganisationen, övertogs dess uppgifter av Östra arméfördelningen.

### 1994–1997
Åren 1994–1997 bestod fördelningen av nedan brigader.
- Livgrenadjärbrigaden (IB 4)
- Smålandsbrigaden (IB 12)

## Förläggningar och övningsplatser
Även om fördelningen mobiliserades av andra förband, var den fredsgrupperad tillsammans med militärområdesstaben. När fördelningsstaben bildades kom den att samlokaliseras med Östra militärområdesstaben på Stureplan i Stockholm. År 1949 flyttades de båda staberna till Livgardets Kavallerikasern på Lidingövägen 28 i Stockholm. Den 14 juni 1963 förlades båda staberna till ett nytt fastighetskomplex i Strängnäs garnison. Den 1 oktober 1990 grupperades 14. arméfördelningen kader temporärt i Svea artilleriregementets kanslihus i Linköpings garnison. Det i avvaktan på permanenta lokaler på Malmen. Den 1 juni 1991 förlades staben till Malmen, där staben blev kvar fram att den upplöstes och utgick den 31 december 1997.

## Heraldik och traditioner
I samband med att arméfördelningen den 1 juli 1994 blev ett självständigt förband, antogs namnet Mellersta arméfördelningen. Fram till 30 juni 1994 hade fördelningen endast benämnts som 14. arméfördelningen. I samband med att Mellersta arméfördelningen upplöstes och avvecklades instiftades Mellersta arméfördelningens minnesmedalj i silver (MellfördSM). Traditionsansvaret för Mellersta arméfördelningen överfördes på Östra arméfördelningen (4. förd) i Strängnäs. Från den 1 juli 2000 övertogs detta ansvar av 1. Mekaniserade divisionen, vilken även övertog traditionsansvaret för samtliga arméfördelningar. Från Mellersta arméfördelningen övertog 1. Mekaniserade divisionen bland annat förbandsmarschen.

## Förbandschefer
- 1941–1990: ???
- 1990–1994: Överste 1. Gunnar Ridderstad[9]
- 1994–1996: Överste 1. Hans Berndtson[10]
- 1996–1997: Överstelöjtnant Anders Ihrén [d]

## Namn, beteckning och förläggningsort
| XIV. arméfördelningen      | 1941-08-01 | – | 1966-09-30 |
| 14. arméfördelningen       | 1966-10-01 | – | 1994-06-30 |
| Mellersta arméfördelningen | 1994-07-01 | – | 1997-12-31 |

| XIV. förd | 1941-08-01 | – | 1966-09-30 |
| 14. förd  | 1966-10-01 | – | 1997-12-31 |

| Stockholms garnison (F) | 1941-08-01 | – | 1966-09-30 |
| Linköpings garnison (F) | 1966-10-01 | – | 1984-06-30 |
| Strängnäs garnison (F)  | 1984-07-01 | – | 1990-09-30 |
| Linköpings garnison (F) | 1990-10-01 | – | 1997-12-31 |